# Campoletis
Campoletis ist eine Schlupfwespen-Gattung aus der Unterfamilie der Campopleginae. Die Gattung wurde von Arnold Foerster im Jahr 1869 eingeführt. Typusart ist Mesoleptus tibiator Cresson, 1864.

## Merkmale
Die Schlupfwespen sind zwischen 5 und 9 mm lang. Sie sind meist schwarz gefärbt. Der Gaster weist oft rötliche Anteile auf. Die Beine sind bei vielen Arten rot oder rotgelb gefärbt. Die fadenförmigen Fühlergeißeln bestehen aus 26 bis 36 Gliedern. Die Facettenaugen sind immer innen gegenüber den Fühlergruben ausgeschnitten. Die Schläfen hinter den Augen sind meist verengt. Die Mandibeln weisen zwei Zähne auf. Die Areola genannte kleine abgeschnürte Zelle nahe der Flügelbasis ist gewöhnlich gestielt. Der Nervulus der Vorderflügel ist interstitial oder postfurkal. Der Postnervulus ist in oder hinter der Mitte der Brachialzelle gebrochen. Der Nervellus im Hinterflügel ist stets gebrochen.

## Lebensweise
Die Arten der Gattung Campoletis parasitieren verschiedene Schmetterlinge (Lepidoptera). Diese gehören insbesondere zu den Familien der Spanner (Geometridae) und Eulenfalter (Noctuidae). Es werden in selteneren Fällen auch Zünsler (Pyralidae), Federmotten (Pterophoridae), Wickler (Tortricidae), Widderchen (Zygaenidae) und Eulenspinner und Sichelflügler (Drepanidae) als Wirte genutzt. Die Weibchen stechen ein Ei in die Wirtslarve. Die Schlupfwespen sind symbiotische Wirte von Polydnaviren. Deren Virionen werden bei der Eiablage in den Wirt injiziert. Die Viren hemmen die Immunabwehr der Raupen. Die Schlupfwespenlarve entwickelt sich in ihrem Wirt. Abhängig von den klimatischen Gegebenheiten benötigt die Schlupfwespenlarve gewöhnlich mehrere Wochen für ihre Entwicklung. Die Raupen werden in der Regel bis auf die Haut und die harte Kopfkapsel vollständig aufgefressen. Die Schlupfwespenlarve verlässt schließlich ihren Wirt, um sich ein Kokon zu spinnen und sich darin zu verpuppen. Die Kokons sind meist weiß gefärbt mit schwarzen Flecken. Da zum Wirtsspektrum mancher Arten wie Campoletis sonorensis Agrarschädlinge wie Spodoptera frugiperda oder die Baumwoll-Kapseleule (Helicoverpa armigera) gehören, gelten die Schlupfwespen als Nützlinge und sind Thema verschiedener Studien für den Einsatz zur biologischen Schädlingsbekämpfung.

## Systematik
Die Gattung ist kosmopolitisch verbreitet. In der westlichen Paläarktis kommen mindestens 39 Arten vor, von denen mehrere  erst in den letzten Jahren erstbeschrieben wurden. In Deutschland kommen mindestens 20 Arten vor. In Nordamerika ist die Gattung mit etwa 50 Arten vertreten. Die meisten Arten sind morphologisch und von ihrer Färbung variabel und deshalb schwierig voneinander zu trennen.

## Galerie

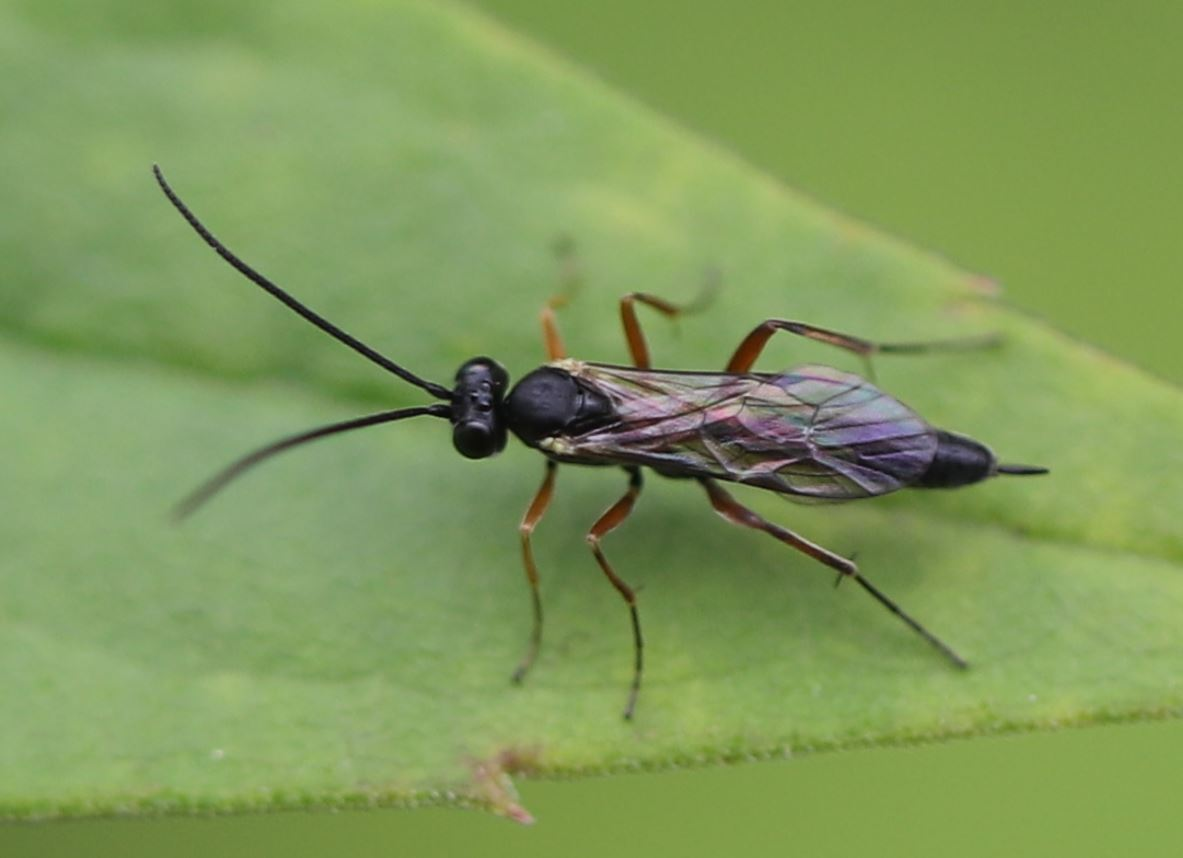
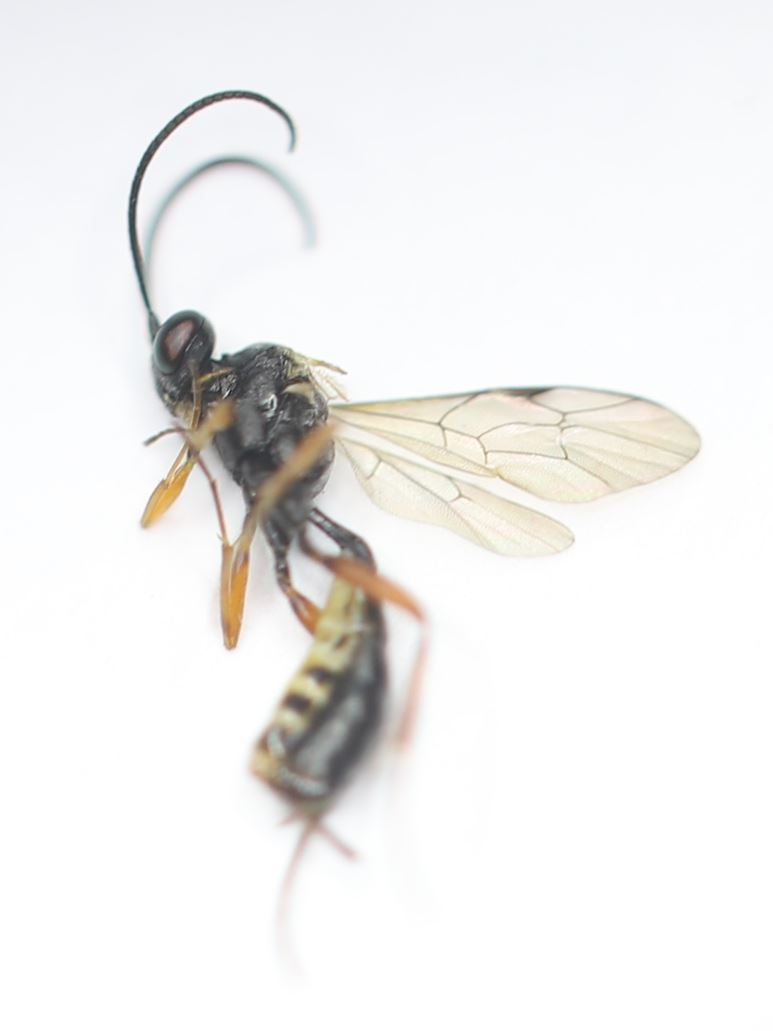
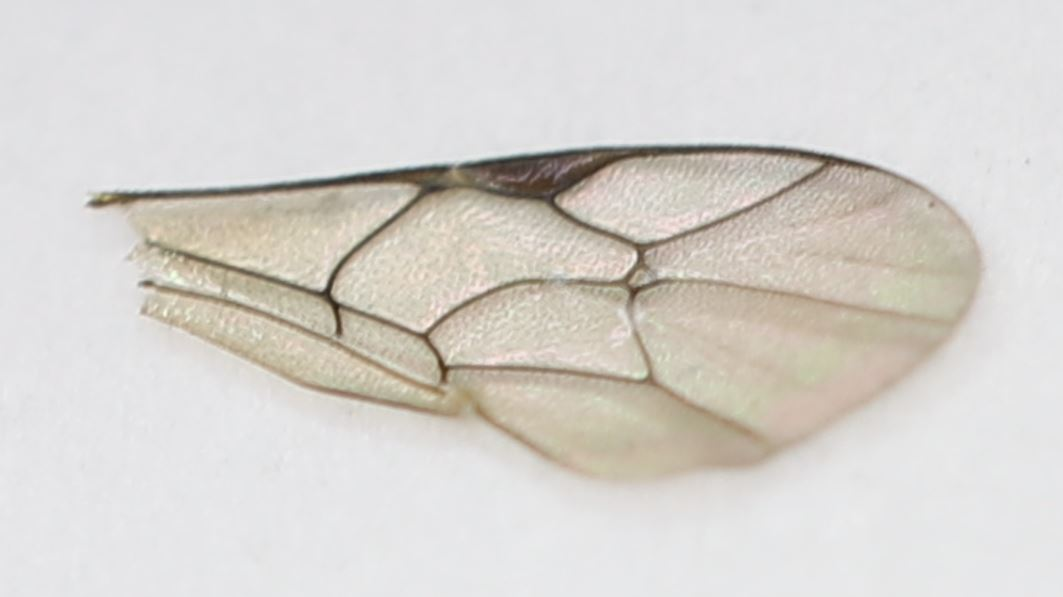
Vorderflügel
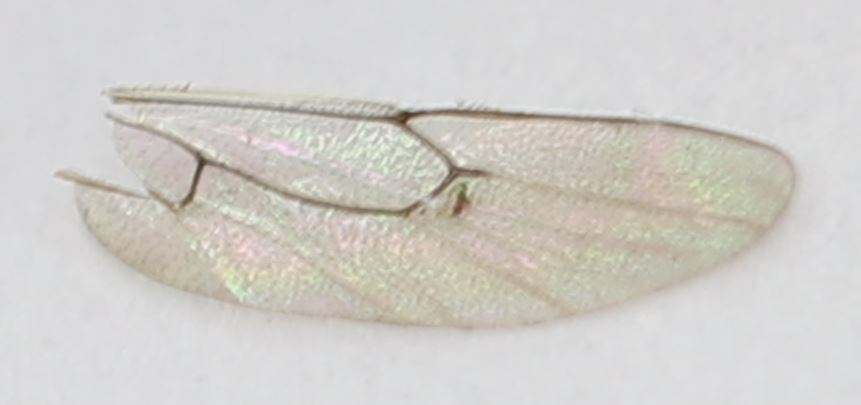
Hinterflügel